# Hetilap
A hetilap olyan általános sajtótermék, amely rendszerint hetente egyszer vagy kétszer jelenik meg.

## Jellege
A hetilapok átmenetet képeznek a napilapok és a havonta, vagy annál ritkábban megjelenő folyóiratok között. A hetilapok az információkat lassabban, de elmélyültebben, összefoglaló módon dolgozzák fel. A hetilapoknál gyakoribb, hogy az olvasóközönség csak egy rétegéhez szólnak; például fiatalokhoz vagy nőkhöz, esetleg, hogy tematikusabbak: szakirányú tartalmuk révén csak bizonyos érdeklődési körű olvasók számára adják ki; például egy sportág (autósport), vagy egy gazdasági, politikai ágazat, mint az ingatlanpiac vagy a külpolitika híreit dolgozzák fel.
Az ilyen újságok általában kisebb forgalmúak, mint a napilapok, és sokszor kisebb közösségekben, nagyvárosokban, vagy bizonyos meghatározott területeken jelennek meg. A földrajzilag tematizált hetilapok jellemzően kisebb területeket fednek, például egy, vagy több kistelepülést, nagyvárost vagy egy egész megyét.
Az első hetilap az 1609-ben indult németországi Avisa volt.